# Estelle Crèvecoeur
Estelle Crevecoer, född 1821, död 1878, var en belgisk författare.